# Jānis Urbanovičs
Jānis Urbanovičs (né le 23 mars 1959 dans le district de Rēzekne) est un homme politique letton, membre du Parti social-démocrate « Harmonie ».
Il a été membre des 5e, 6e, 7e, 8e, 9e, 10e et 11e Saeima.